# Розановка (Омская область)
Розановка — упразднённая деревня в Горьковском районе Омской области. Входила в Октябрьского сельсовета. Упразднена в 1990 г. Указана как урочище на карте конца 20 — начала 21 веков

## География
Располагалась на правом берегу реки Иртыш, напротив острова Розановский, в 5 км к западу от села Октябрьское.

## История
Основана в 1892 году. В 1928 году находилась в составе Ливенского сельсовета Бородинского района Омского округа Сибирского края.

## Население
По переписи 1926 г. в деревне проживало 704 человека (345 мужчин и 359 женщин), основное население — русские.

## Инфраструктура
В 1928 году состояла из 128 хозяйств.

## Транспорт
Просёлочные дороги.